# Хопкинсон, Эдди
Э́двард «Э́дди» Хо́пкинсон (англ. Edward "Eddie" Hopkinson; 29 октября 1935 — 25 апреля 2004) — английский футболист, выступавший на позиции вратаря. Рекордсмен клуба «Болтон Уондерерс» по числу проведённых за клуб игр (578 матчей во всех турнирах).

## Биография

### Игровая карьера
Уроженец Уитли-Хилл (графство Дарем), позже переехал в Ройтон (Ланкашир). Начинал играть в футбол в своей школе как полузащитник, но в одном из матчей из-за травмы вратаря встал в ворота и позже переквалифицировался окончательно в голкиперы. За свою карьеру выступал за команды «Олдем Атлетик» и «Болтон Уондерерс». За «Олдем» сыграл всего три матча в Третьем южном дивизионе Футбольной лиги Англии в июне 1951 года, пропустив 10 голов.
За «Болтон» Хопкинсон играл с августа 1952 по ноябрь 1969, проведя в его составе 578 матчей во всех турнирах (в том числе 519 в разных лигах Англии). Дебютный сезон в Первом дивизионе ознаменовался 42 проведёнными матчами. До февраля 1956 года проходил службу в британских ВВС: некоторое время рассматривалась возможность его отчисления из команды как бесперспективного, однако в канун сезона 1956/1957 карьеру завершил вратарь Стэн Хэнсон, а его потенциальный сменщик, австралийский крикетист Кен Гривз, который выступал за футбольные клубы Англии с 1947 по 1958 годы (в т.ч. и за «Болтон»), ушёл из команды и позже вернулся в крикет. Матч в новом сезоне против «Блэкпула» позволил Хопкинсону закрепиться на позиции вратаря команды. В 1958 году с командой стал обладателем Кубка Англии: в финале 4 мая 1958 года его команда обыграла «Манчестер Юнайтед» со счётом 2:0, а сам Эдди не раз спасал команду.
Первые восемь сезонов Хопкинсон провёл в Футбольной лиге Англии, пока его клуб не вылетел по итогам сезона 1963/1964. В пяти из своих сезонов, проведённых в Первом дивизионе, он отыграл все матчи: в сезоне 1959/1960 он получил перелом ноги, но после перелома и возвращения провёл ещё 25 матчей в сезоне. 500-й матч прошёл в начале сезона 1969/1970 во Втором дивизионе футбольной лиги. Карьеру завершил в ноябре 1969 года из-за травмы, уступив место в воротах Алану Бозуэллу. Свой прощальный матч провёл в 1971 году: в этой игре участвовал Эйсебио.
За сборную Англии сыграл 14 матчей, дебютировав в октябре 1957 года на «Уэмбли» против Уэльса (победа 4:0). Отыграл ещё пять матчей подряд, пока англичане не были разбиты югославами в Белграде, после чего лишился места в основной сборной. Эдди числился в заявке на чемпионат мира 1958 года в качестве резервного вратаря (основным вратарём был Колин Макдональд), но на поле не выходил. Из-за полученной травмы надолго выбыл из состава сборной; в апреле 1959 года сыграл против Шотландии. Последней игрой за сборную стала игра против Швеции на «Уэмбли», которую англичане проиграли 2:3: в дальнейшем вместо Хопкинсона в сборную вызывался Рон Спрингетт. Также провёл 6 матчей за сборную до 23 лет.

### Стиль игры
Хопкинсон не обладал достаточным для вратаря ростом (175 см), вследствие чего при подачах у него часто возникали проблемы. Тем не менее, это не мешало ему самоотверженно играть и проявлять чудеса ловкости: по словам левого защитника Томми Бэнкса, он был одним из лучших вратарей, справлявшихся с выходами один-на-один. При таких выходах он старался не дёргаться до последней секунды, а бросался на нападающего либо в момент удара, либо при попытке того обыграть Хопкинсона.

### Тренерская карьера
После завершения карьеры Хопкинсон был помощником тренера «Болтон Уондерерс», тренируя молодёжную команду, а с 1974 года стал помощником наставника «Стокпорт Каунти», возглавив команду в 1975 году. Позже работал специалистом PR-отдела в компании Warburton's Bakery, а также был тренером клуба «Аштон Юнайтед» и тренером вратарей «Болтон Уондерерс» (проработал в 1979 году). Позже включён в Зал славы «Болтона».

### Семья
Был женат, дети — Пол и Карен. Пол был вратарём клуба «Стокпорт Каунти» в 1970-е годы.